# Faisceau cribro-vasculaire

Faisceaux cribro-vasculaires
(xylème : bleu, phloème : vert, cambium : blanc)
A concentrique (phloème autour de xylème)
B concentrique (xylème autour de phloème)
C radial
D collatéral fermé
E collatéral ouvert
F bicollatéral ouvert

Schéma d'une coupe transversale dans le limbe d'une dicotylédone.

Un faisceau cribro-vasculaire, appelé aussi faisceau conducteur, vaisseau conducteur ou faisceau libéro-ligneux (lorsque la croissance secondaire assurée par le cambium libéro-ligneux prend le relais de la croissance primaire), est une partie du système vasculaire d'une plante vasculaire. Une nervure de feuille contient un faisceau cribro-vasculaire entouré de tissus protecteurs (collenchyme, sclérenchyme).
Le transport de nutriments s'effectue dans le tissu vasculaire, qui existe en deux formes: le xylème et le phloème. Ces deux types de tissus sont présents dans un faisceau ligneux, parfois entourés de tissus rigides et protecteurs formant une tige,.

## Position

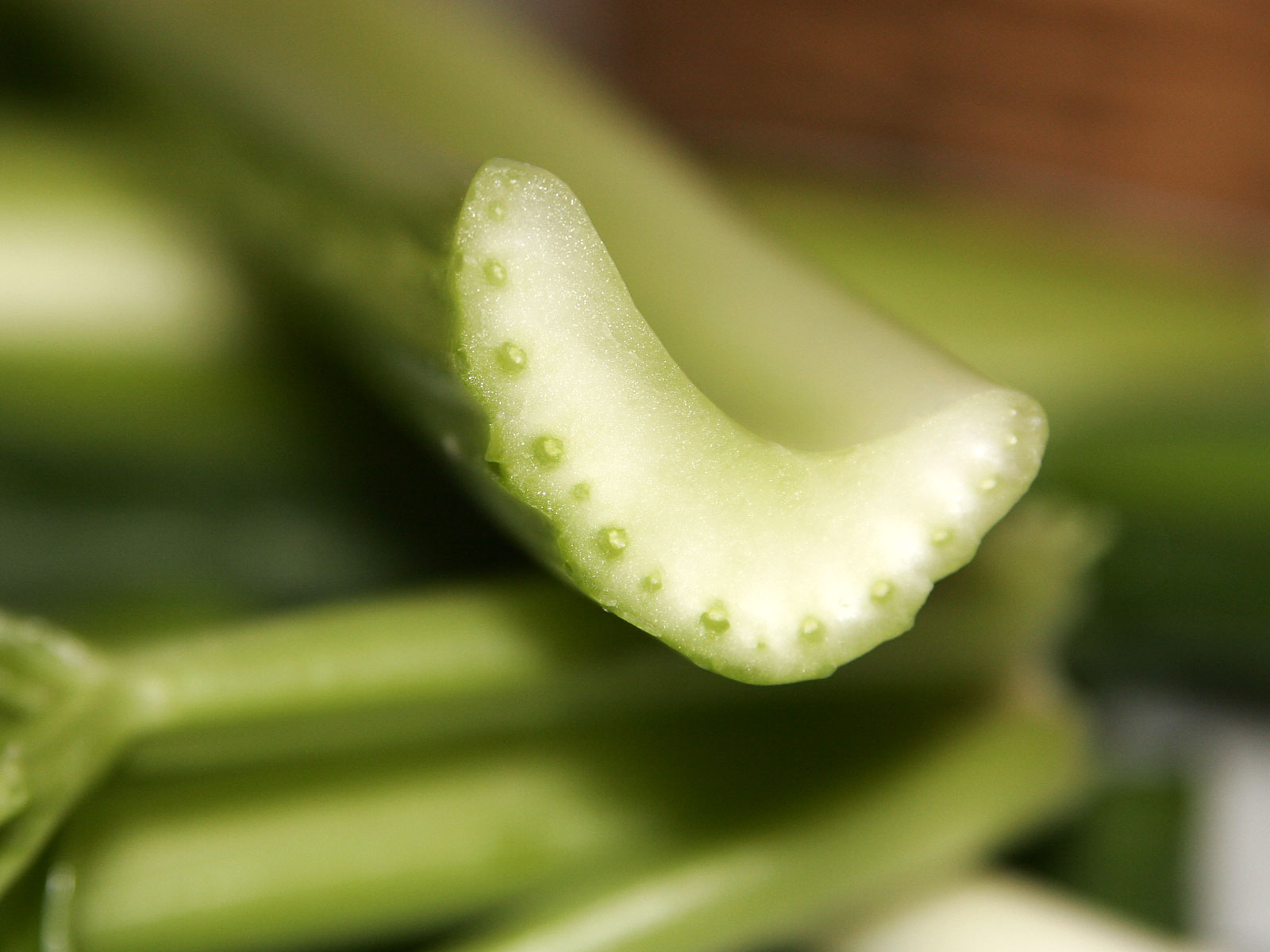
Coupe d'une feuille de céleri montrant le faisceau vasculaire, xylème et phloème.

Dans une tige ou une racine, le xylème se trouve plus proche du centre tandis que le phloème est plus externe. Dans une feuille, la surface adaxiale (faisant partie de l'axe ligneux) est habituellement l'extérieur, avec le côté abaxial («en dehors» de l'axe) vers l'intérieur. C'est la raison pour laquelle on trouve les aphides sur le côté intérieur d'une feuille plutôt qu'à l'extérieur, car les sucres produits par la plante, qu'ils consomment, sont transportés par le phloème qui se trouve sur le côté intérieur.
Néanmoins, les positions respectives des faisceaux vasculaires peuvent varier sensiblement d'une plante à l'autre: confer stèle.

## Types de faisceaux
Anton de Bary définit en 1877 comme unité fondamentale conductrice de sève le faisceau cribro-vasculaire. Selon sa composition, il définit un faisceau standard, le faisceau collatéral (formé d'un faisceau de xylème ou tissu vasculaire, conducteur de sève brute, surmonté d'un faisceau de phloème ou tissu criblé, par où passe la sève élaborée), le faisceau bicollatéral (xylème placé entre un faisceau externe et un faisceau interne de phloème) et le faisceau concentrique (deux branches de xylème encadrent voire entourent le faisceau de phloème; typique des Monocotylédones).

## Cellules du faisceau vasculaire
Les cellules du faisceau vasculaires sont photosynthétiques et arrangées en fines gaines qui entourent les veines des feuilles. Elles recouvrent les veines et les protègent d'une ou plusieurs couches de cellules dans le parenchyme. Les cellules mésophylles individuelles se trouvent également entre les gaines veineuses et la surface de la feuille. Le cycle de Calvin se limite aux chloroplastes de ces faisceaux de cellules.

## Galerie

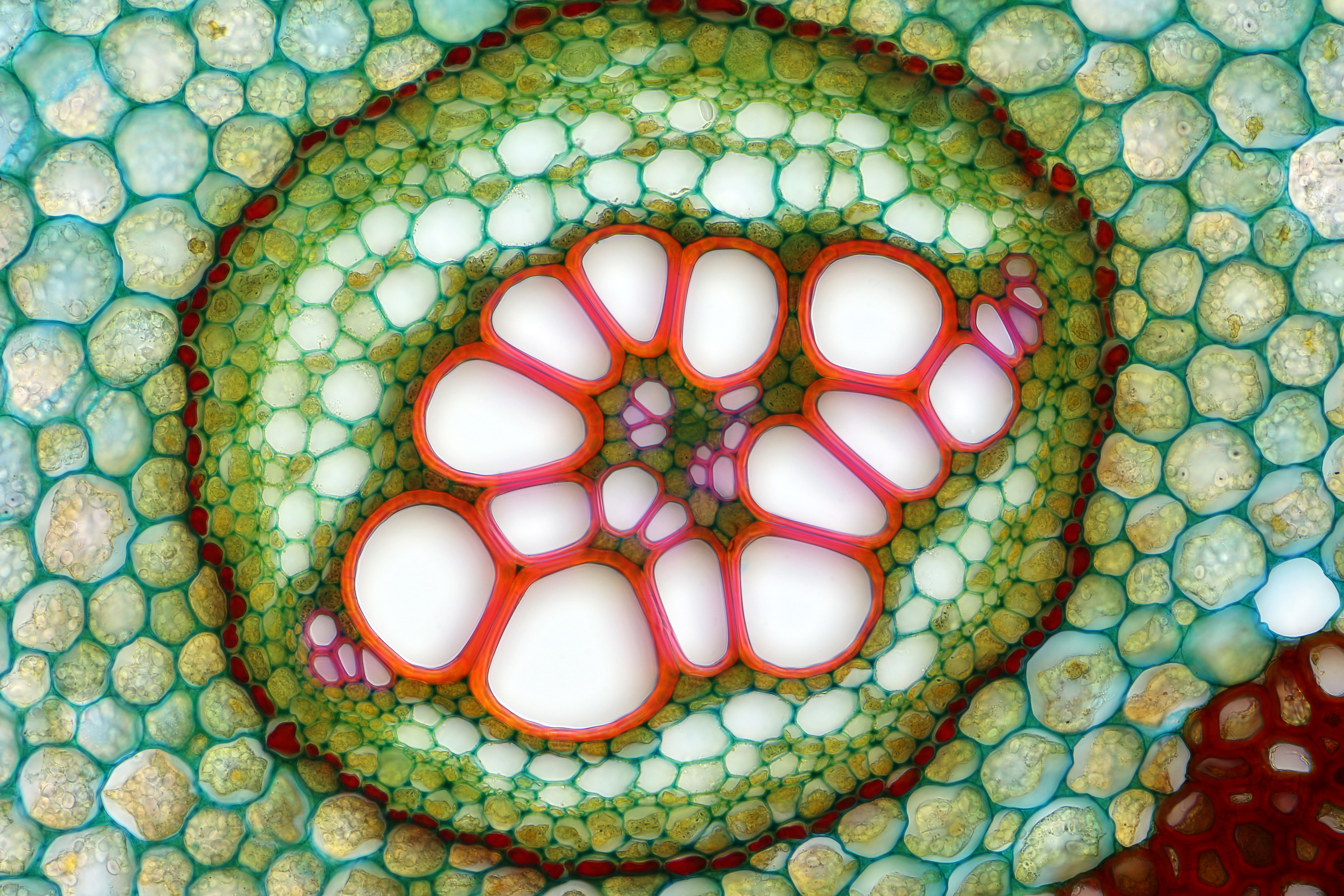
Zoom microscopique sur le faisceau cribro-vasculaire d'une grande fougère (Pteridium aquilinum) ;
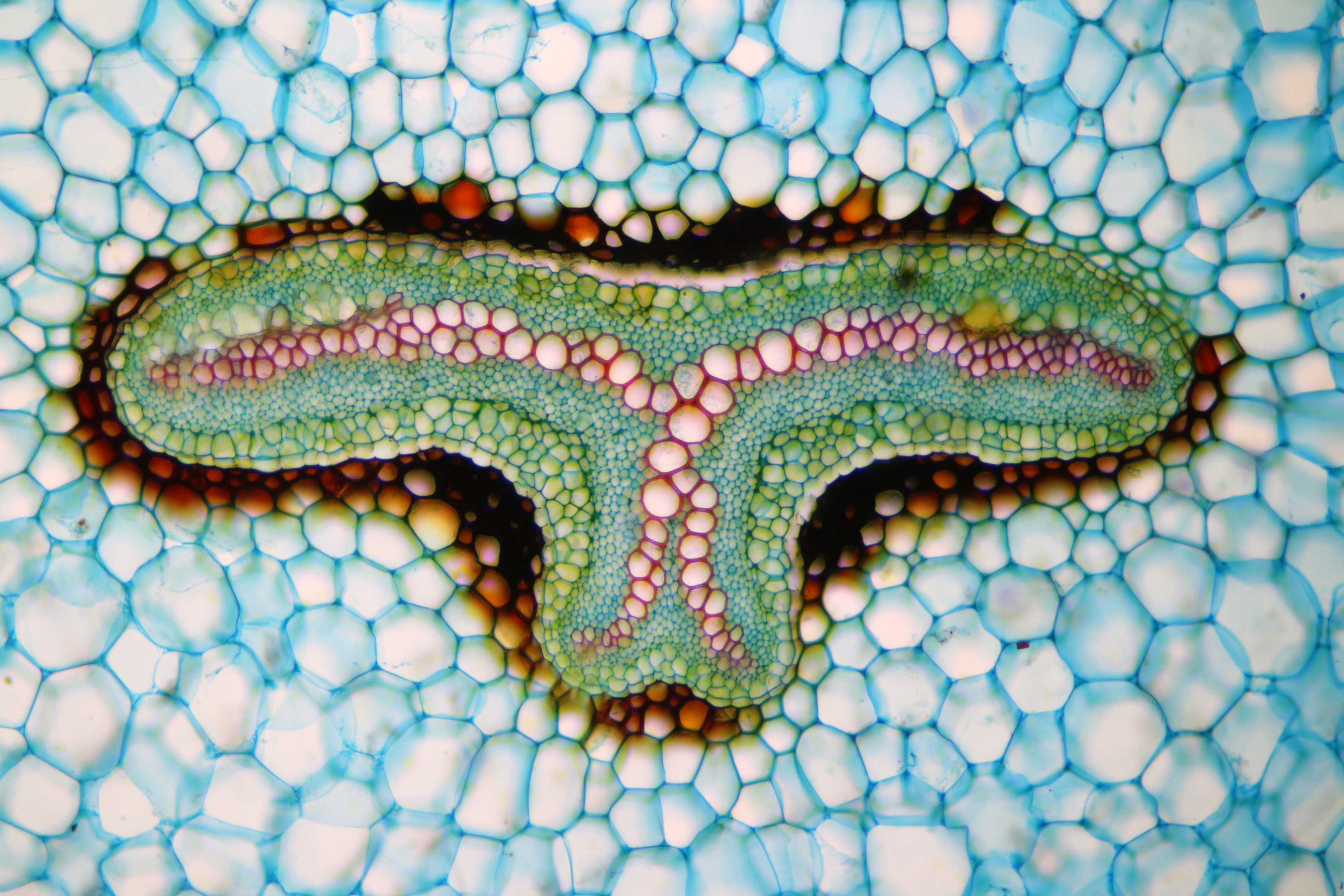
autre exemple d'un faisceaux cribro-vasculaire d'une fougère ;
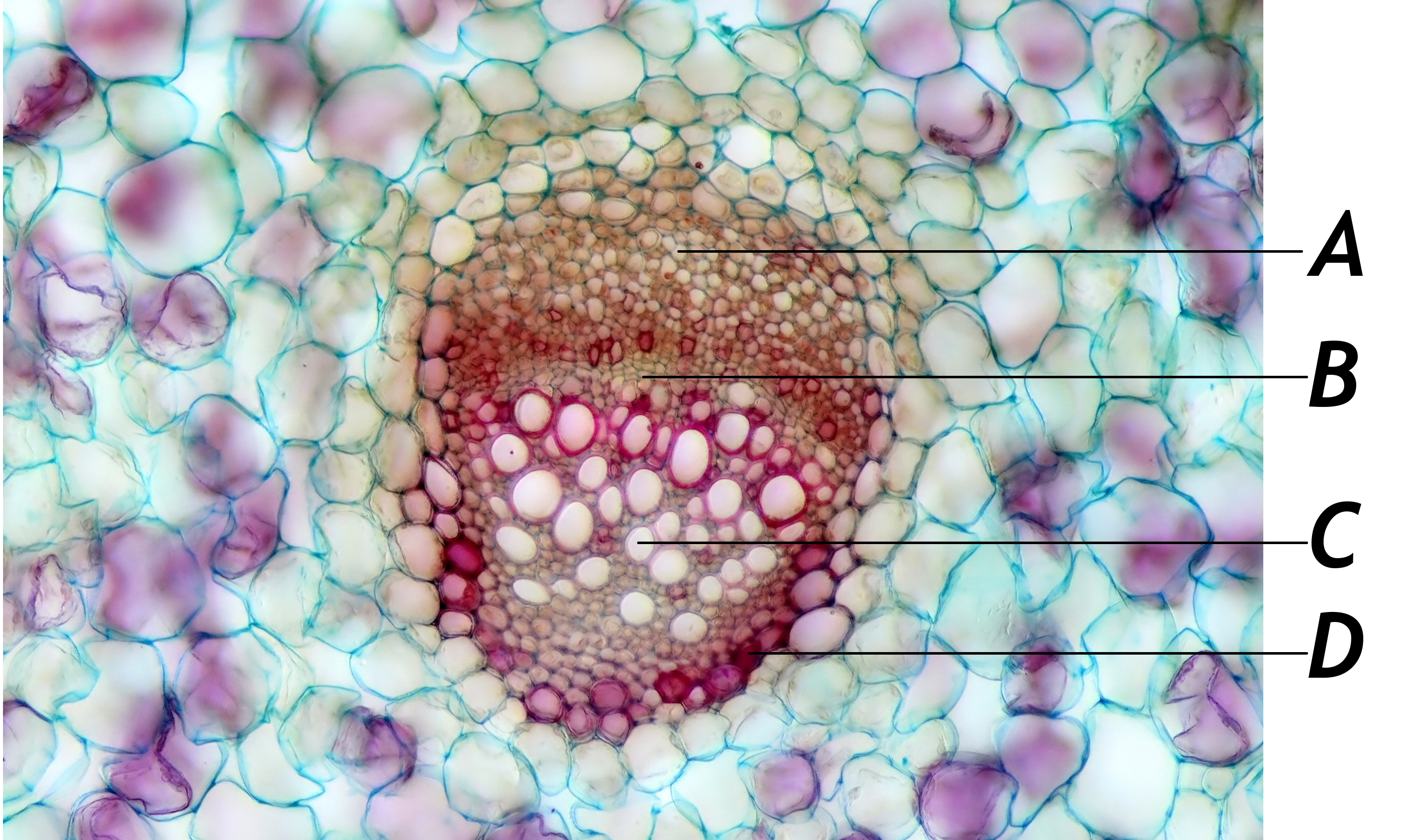
coupe transversale du faisceau vasculaire d'une dicotylédone dans une tige de Rumex : A : Phloème, B : Cambium, C : Xylème, D : Gaine fibreuse du faisceau vasculaire ;
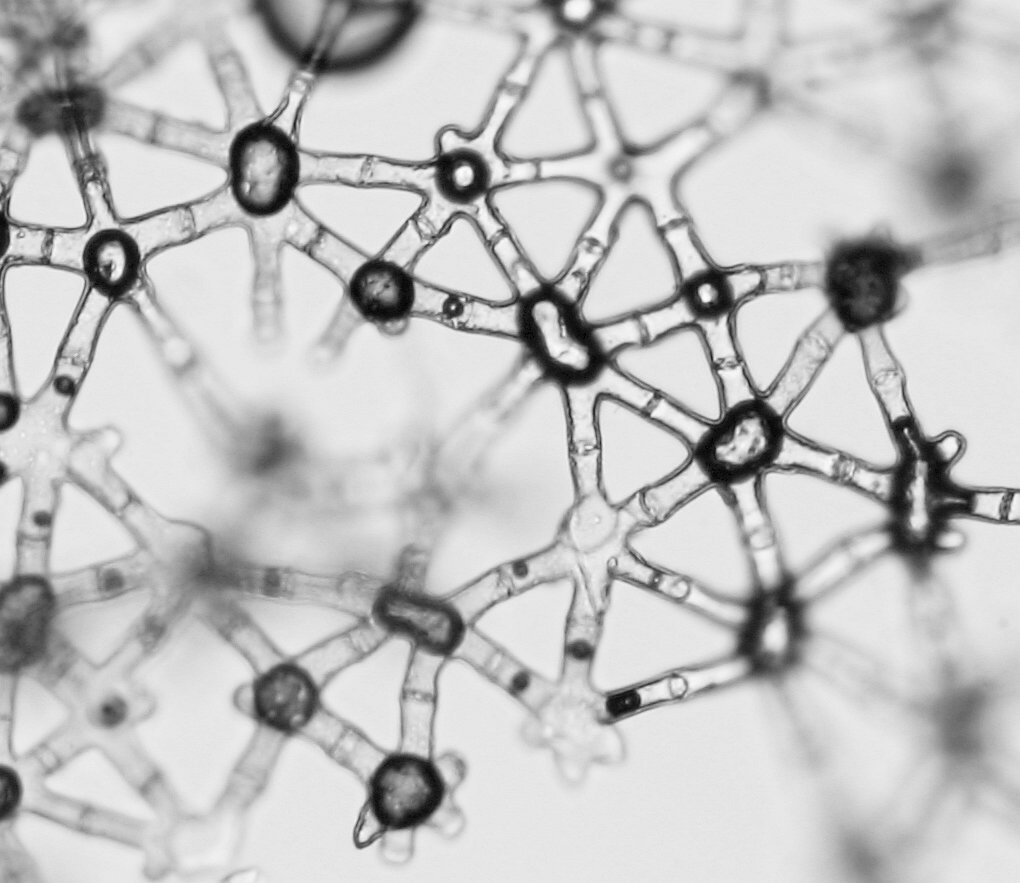
parenchyme aérifère de moelle de jonc .